# Tasmanoplectron isolatum
Tasmanoplectron isolatum är en insektsart som beskrevs av Richards, A.M. 1971. Tasmanoplectron isolatum ingår i släktet Tasmanoplectron och familjen grottvårtbitare. IUCN kategoriserar arten globalt som sårbar. Inga underarter finns listade i Catalogue of Life.